# Surveillante (canonnière)
La Surveillante est une canonnière  de la classe Friponne lancée en 1916 et active dans la marine française de 1916 à 1938.

## Construction[2]
La Surveillante est issue d'un programme de guerre, constitué d'une série de huit canonnières, armées de deux canons de 100 mm, de mitrailleuses anti-aériennes et de grenades anti-sous-marines. La Surveillante est mise sur cale en 1915 à l'arsenal de Brest avec ses sister-ships Diligente, Engageante, Impatiente et Mignonne. Elle est lancée en 1916.

## Descriptif
Le navire présente une coque fine et élancée à la proue inclinée, avec un rouf placé au centre. La passerelle de navigation est installée à l'avant de cette superstructure, cernée par deux mâts. Le mat avant supporte un nid-de-pie et n'est pas aligné sur l'axe du navire. Cette disposition perturbe la visée et la détermination d'un cap pour un navire adverse. Elle participe des procédés destinés à leurrer les équipages des U-Boot, tel que le camouflage Dazzle ou les bateaux pièges Q-ships camouflés en navires marchands. Le navire est propulsé par deux moteurs Diesel Sulzer à deux temps. Cet ensemble permet d'atteindre une vitesse de 14,5 nœuds.

## Carrière[3]
La Surveillante entre en activité dans la Marine nationale en 1917.

### Canonnière
La Surveillante participe le 14 avril 1917 au recueil des naufragés du transport postal Gange, coulé sur une mine du sous-marin UC-37 . Elle aborde et coule le 15 mai 1917 le torpilleur italien Scorpione, au large des îles Pantelleria.
Son équipage reçoit en 1922 pour ses périodes de service effectif, du 29 juillet 1916 au 24 octobre 1919, le bénéfice du doublement de durée de service.
Basée à Brest, la Surveillante participe à de nombreux mouvements de la flotte entre ce port, Cherbourg et Lorient. Elle appuie avec d'autres canonnières les manœuvres d'hydravions autour de Lorient le 7 février 1923. Elle touche dans la nuit du 5 au 6 mars 1923 un récif à Basse-Nouvelle sans conséquences sérieuses.
Elle réalise des missions hydrographiques en mai et août 1924 avec les canonnières Vaillante, Engageante et Batailleuse.

### Ravitailleur d'hydravion
Le lieutenant de vaisseau Le Chuiton reçoit le commandement du ravitailleur d'hydravions La Surveillante en juillet 1935.
Le 11 mars 1937, le navire fait respecter avec des hydravions les limites des eaux territoriales, à la suite de l'attaque au large d'Ouessant du cargo républicain Conde de Zubiera par un chalutier nationaliste.
Le ravitailleur est envoyé en juin 1937 en mission de surveillance au large des côtes de Galice, en remplacement du sous-marin Casabianca.
La Surveillante est retirée du service le 21 mars 1938 et conduite le 29 avril de Landévennec à Brest.